# Dušan Vukotić
Dušan Vukotić (Bileća, 7. veljače 1927. – Zagreb, 8. srpnja 1998.), hrvatski redatelj, scenarist, animator, crtač i karikaturist. Najpoznatiji po crtanom filmu Surogat, za kojeg je dobio Oscara 1962. godine. Po etnicitetu bio je Crnogorac.

## Životopis

### Stvaranje
Studirao arhitekturu u Zagrebu. Nakon Drugog svjetskog rata kao karikaturist djeluje u "kerempuhu" (gdje 1953. objavljuje strip Špiljo i Goljo – prethistorijski ljudi, sjajnu anticipaciju kasnije stripovske i animacijske serije Obitelj Kremenko tandema Hanna-Barbera – koji je nekoliko desetlječa bio "zaboravljen", ali je u kulturnu povijest "vračen" izlaganjem na velikoj retrospektivnoj izložbi "Strip u Hrvatskoj 1867. – 1985.")., Surađuje također u "Ježu", "Vjesniku", "Filmskoj kulturi" i dr. Prvi kontakt s crtanim filmom ostvaruje početkom 1950-ih godina prošlog stoljeća u zagrebačkom "Duga filmu". Debitira crtićem "Kako se rodio Kićo" (1951., s J. Sudarom) te kao radi glavni crtač i animator u Začaranom dvorcu u Dudincima (Fadil Hadžić 1952.), u kojima pokušava stvoriti popularnog junaka (Kićo) duže aktualno satiričke crtane serije i na temeljima disneyevske antropomorfne figuracije sklopiti lokalno obojeni model crtane humoreske. U idućoj fazi (1954./1955.) s N. Kostelcem i skupinom suradnika realizira seriju (13) kratkih reklamnih crtića, u kojima istražuje elemente reducirane, moderno sažete animacije. 
Po osnivanju Studija za crtani film Zagreb filma, 1956. realizira prvi potpuno svoj projekt Nestašni robot, otvarajući seriju duhovitoga i lucidnog parodiranja najpoznatijih žanrovskih kino-modela. Slijede parodije westerna (Cowboy Jimmy, 1957.), filma strave (Veliki strah, 1958.), gangsterskog filma (Koncert za mašinsku pušku, 1958.) i ponovno znanstvene fantastike (Krava na mjesecu, 1959.), zatim još crtane bajke (Čarobni zvuci, 1957., Abrakadabra, 1958.), satira (Rep je ulaznica, 1959.), te crtana ekranizacija nostalgičnoga čehovljevskog svijeta (Osvetnik, 1958.). U tim djelima (surađujući s crtačima A. Marksom, B. Kolarom i Z. Grgićem, animatorima V. Jutrišom, V. Kostanjšekom, Grgićem i Kolarom, te scenografima Z. Bourekom, Z. Lončarićem, P. Štalterom, I. Voljevicom i K. Tompom) postavlja temelje svoje osobite crtane morfologije, čiji se model sastoji od bijele ili akvarelno tonirane plohe po kojoj se razigrava plošni, dinamični grafički ornament likova i dekora. Redukcija na osnovne izražajne elemente crtanog filma (ploha kao prava medijska realnost, plošno karikirani junaci, izražajnost pokreta, dekorativna funkcija boje i svođenje vanjske slikovitosti na strukturnu sintezu) pomažu mu u formulaciji vlastitoga modernog jezika crtanog filma, pa Osvetnik i Koncert za mašinsku pušku još i danas vrijede za remek-djela ovog područja. Za sva spomenuta ostvarenja nagrađivan je na brojnim domaćim i međunarodnim festivalima. 

### Nagrade
Kao svjetskog majstora potvrđuju ga dometi čija vanjska virtuoznost i atraktivnost prenose gledalištu autorova razmišljanja o suštinskim konfliktima suvremenog svijeta i čovjekova opstanka: Piccolo (1959., nagrađen u Londonu, Beogradu, Oberhausenu (za ovaj festival Vukotić 1964. stvara špicu), Corku, Karlovym Varyma, Ciudad de Méxicu itd.), Surogat (1961., Oscar za najbolji animirani film – prvi put dodijeljen filmu izvan SAD, nagrade u Beogradu, Bergamou, Corku, San Franciscou, Oberhausenu itd.) i Igra (1962., nagrađen u Beogradu, Annecyju, Londonu, Oberhausenu, Mannheimu, Corku, Cannesu, Melbourneu, Pragu, Milanu, San Franciscu itd.). 
Tu Vukotićevu fazu najkraće i najpotpunije definira Vicko Raspor pišući o Surogatu: "To nisu gegovi, to je filozofija, čitav jedan nazor na svijet". Nastavljajući eksperimentalno prepletanje animiranih i igranofilmskih elemenata, realizira filmove Mrlja na savjesti (1968., nagrađen u Corku), Opera Cordis (1968., nagrađen u Beogradu, Atlanti, Mamaji itd.), Ars gratia artis (1970., nagrađen u Beogradu, Atlanti, Londonu itd.), Gubecziana (1974., nagrađen u Beogradu), Skakavac (1975.) i dr. Zanimljive rezultate ostvaruje i cjelovečernjim igranim filmovima u rasponu od bajkovite metafore (Sedmi kontinent, 1966.), preko aktualizacije ratne prošlosti (Akcija Stadion, 1977.), do znanstvene fantastike (Gosti iz galaksije, 1981.), za koje je nagrađivan na festivalima u Puli, Trstu, Teheranu i dr. 
Predavao je filmsku režiju na Akademiji dramske umjetnosti u Zagrebu, a bavio se i teorijom animacije. Nagradu za životno djelo dobio je na Svjetskom festivalu animiranog filma – Animafest Zagreb 1994. 

### Posljednji uradci
Svoj posljednji film, "Dobro došli na planet zemlju", napravio je 1993. godine, pokazavši njime da je u dobroj formi. Vukotić je započeo pripreme za veliku češko-hrvatsku animirano-igranu koprodukciju koju nije stigao dovršiti. Umire od infarkta 8. srpnja 1998.

### Politički angažman
Tijekom 1990-ih Dušan Vukotić je davao potporu obnovi nezavisnosti Crne Gore. Bio je član udruga nacionalnih Crnogoraca u Hrvatskoj. 
God. 1974. izabran je za člana Centralnog komiteta Saveza komunista Jugoslavije.[nedostaje izvor]

## Vanjske poveznice
- Dušan Vukotić u internetskoj bazi filmova IMDb-u (engl.)